# Petrocephalus zakoni
Petrocephalus zakoni is een straalvinnige vissensoort uit de familie van de tapirvissen (Mormyridae). De wetenschappelijke naam van de soort is voor het eerst geldig gepubliceerd in 2010 door Lavoué, Sullivan & Arnegard.